# Réau
Réau település Franciaországban, Seine-et-Marne megyében. Lakosainak száma 2045 fő (2022. január 1.). Réau Cesson, Évry-Grégy-sur-Yerre, Limoges-Fourches, Moissy-Cramayel, Montereau-sur-le-Jard, Savigny-le-Temple és Vert-Saint-Denis községekkel határos.

## Népesség
A település népessége az elmúlt években az alábbi módon változott:
| Lakosok száma | 1775 | 1777 | 1818 | 1834 | 1855 | 1919 | 1954 | 1966 | 2045 |
|               | 2013 | 2015 | 2016 | 2017 | 2018 | 2019 | 2020 | 2021 | 2022 |